# كارل زايس
كارل زيس (بالألمانية: Carl Zeiss) صانع أدوات بصرية فائقة الوضوح والجودة من مواليد (11 سبتمبر 1816) معروف أكثر بشركة كارل زيس للأدوات البصرية، زيس قام بمساهمات عدة في صناعة العدسات، تلك المساهمات ساعدت في صناعة العدسات الحديثة، بدأت شهرة زيس كصانع عدسات بارع عندما قام بصناعة عدسات عالية الجودة ذات
فتحة واسعة النطاق تسمح بوجود صور براقة، في البداية عمل زيس في صناعة الميكروسكوبات، ولكن عندما أخترعت الكاميرا، قامت شركته بصناعة عدسات عالية الجودة للكاميرات، توفى كارل زيس في (3 ديسمبر 1888)

## شبابه
بدا زايس حياته في ألمانيا حيث ذهب ل مدرسة نحوية و تعلم التلمذة الصناعية على يد الدكتور فريدريش كورنر, ميكانيكي, و اعد محاضرات عن الرياضيات.الفيزياء تجريبية